# Regiunea Barh el Ghazel
Regiunea Barh El Gazel este una dintre cele 22 unități administrativ-teritoriale de gradul I ale statului Ciad. Reședința sa este orașul Moussoro.